# Накамура, Кэнкити
Накамура Кэнкити (яп. 中村憲吉; 25 января 1889, Миёси, Хиросима — 5 мая 1934, Ономити, Хиросима) — японский поэт.

## Биография
Родился 25 января 1889 года в городе Миёси префектуры Хиросима в семье пивоваров. Поэзией увлёкся ещё в школьные годы.
Закончил экономический факультет Императорского университета в Токио.
В 1909 году присоединился к обществу танка-поэтов, сформировавшемуся вокруг журнала «Арараги», главный редактор которого Ито Сатио стал учителем Накамура Кэнкити. Воспринял от учителя поэтический принцип сясэй (отражение жизни).

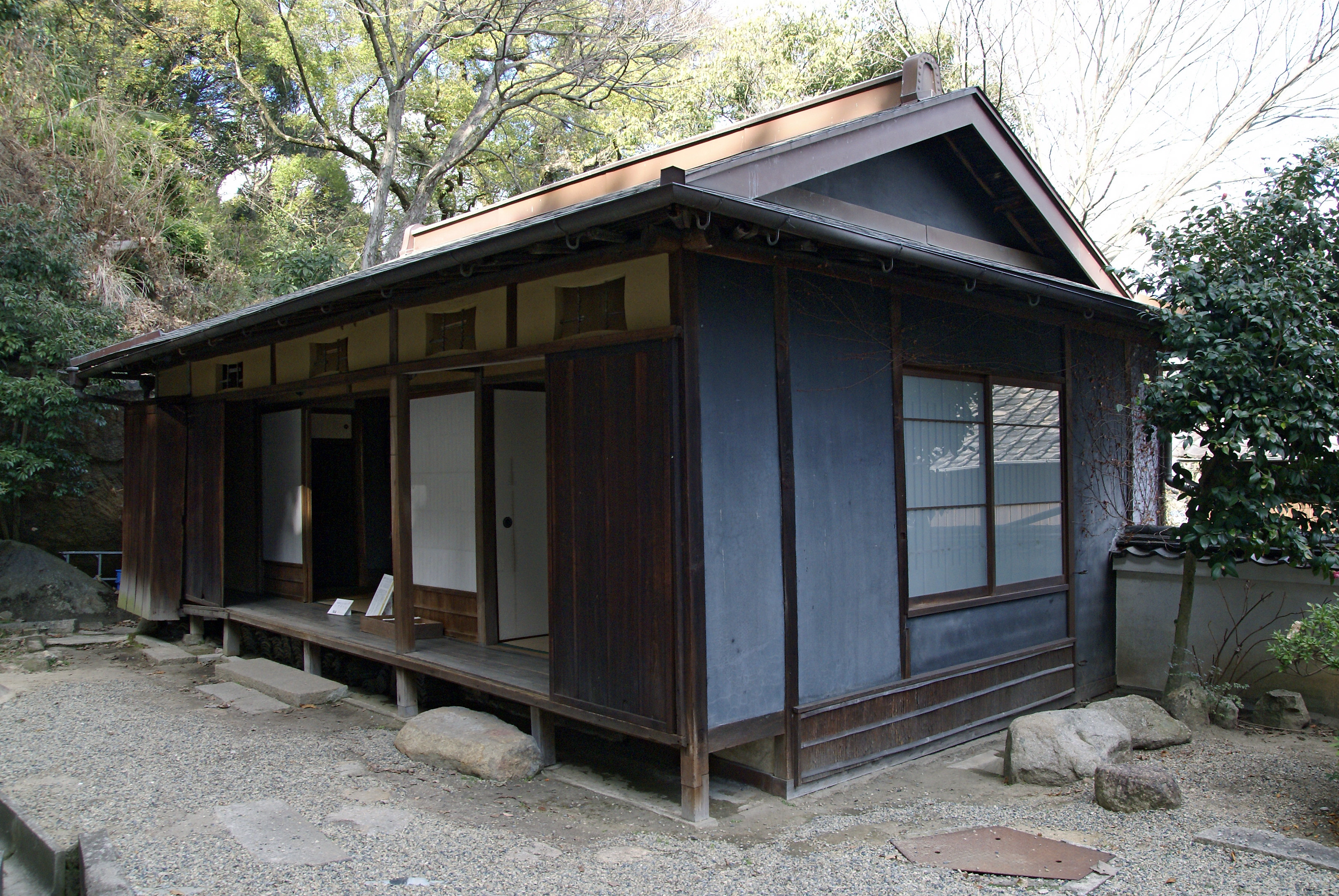
Дом Накамура Кэнкити в Ономити

Приобрёл известность после выхода в 1913 году написанного совместно с Симаги Акахико поэтического сборника «Цветы картофеля» (яп. 馬鈴薯の花).
С 1925 года хил в окрестностях Хиросимы и, помимо написания стихов, занимался преподавательской деятельностью. Опубликовал пять книг танка.
Скончался от туберкулёза 5 мая 1934 года в городе Ономити провинции Хиросима.
Дом, в котором жил в Ономити Накамура Кэнкити, находится в ведении Литературного музея города. Здесь организована посвящённая поэту выставка.